# 吉野凛花
吉野 凛花（よしの りんか）は、SNKの対戦型格闘ゲーム『サムライスピリッツ』シリーズに登場する架空の人物。声優は浅田葉子。

## 概要
『剣客異聞録 甦りし蒼紅の刃 サムライスピリッツ新章』（以下『蒼紅の刃』）にて初登場した女性キャラクター。
武器は、長刀（闇路乕徹）。流派の夢想夕雲流は、長刀（闇路乕徹）を手足のように操る。
凜花は離天京の生まれではなく、名立たる武家の息女であった。彼女の父は夢想夕雲流という新剣術を編み出し、大名御抱えの指南役を務める武士だったが仲間から裏切られ、謀反を企てたとして藩から追われる身となってしまった。世捨て人となった父と二人で旅をする凜花であったが、父は遂に離天京で幕府の手により捕らわれ打ち首となった。また凜花の母も陰謀の犠牲となった。全てを失い生ける屍となっていた凜花を救ったのは、離天京の反幕府組織がある居住区に住む人々であった。榊銃士浪やサヤと出会ったのもこの場所である。恵まれた環境には程遠い暮らしだったが、人々の澄んだ心が、凜花の閉ざされた心を幾分か癒やしてくれた。此処ではない場所で生き長らえても、廃人同様の生き方しか出来ていなかったであろう。凜花は、反幕府の人間となった。
本当は心優しい性格をした少女だが、何人もの人の裏切りに合い、いつしか人を遠ざるけるようになった。前述の影響か、ツンケンしたぶっきらぼうな物言いをしている。
本人のストーリーでは凜花は「いつか、今の自分から抜け出せる日が来る……そのときはここを出よう。オマエと、父さんの剣と共に」と愛鼠の鉄之介につぶやいて反幕府組織がある居住区を出て、幾多の戦いを経る。そしてエンディングでは道中で対決した九葵蒼志狼と再会し、彼が「この世で生きていたいなら強くなればいい。」と彼女に述べた言葉に対して「今なら少しだけど分かった気がする。ちっぽけな自分よりもあの村の人達の方が何十倍も強く生き抜いている。」と答え、離天京を出ていく事を決意する。
ちなみに覇王丸は凛花のストーリーには登場しないが、覇王丸のストーリーでは凛花との会話シーンが用意されている。
『蒼紅の刃』以外では『Days of Memories』シリーズの『Days of Memories 大江戸恋愛絵巻』に登場しており、この作品では「江坂の町でサヤと二人きりで暮らしている」と設定が変更されている。

### 衣装
衣装のイメージは1999年の若者。
桃色の法被を羽織り、その下に着た丈の短い紅色の着物を朱色の帯で止めている。上半身には黒いインナーを身に着け、下半身にはスパッツを穿いている。
両手には黒い手甲を付け、足は白い足袋を穿いている。闇路乕徹の鞘に紐で括られ腰に装備されているバックパックは、暁村のおじいが作成した物で、鉄之介の家（はなれ）にもなっている。
凜花の生家である吉野家の家紋は、上着、両胸、両腕、背中の計5ヶ所に入っている。
バックパックと手甲、家紋により、凜花は戦いながらも鉄之介の居場所を把握している。

### 武器
闇路乕徹
夢想夕雲流の祖である凛花の亡き父が残した刀で、彼から受け継いだ遺恨の長刀。この刀は、ペットの鉄之介と同様に、凜花をあらゆる意味で支える護身刀的役割を担っており、彼女の一部分とも呼べる。
その長さは尋常ではなく、遣い手がたとえ凜花でなくとも違和感を覚える程だが、反動力を自在に操る夢想夕雲流には、この太刀が不可欠となっている。戦闘では、この長剣を用いてトリッキーな攻撃を行う。
使用している鞘は、この刀本来の物ではなく、離天京に住む（暁村）の老刀鍛冶が、凜花の体に合わせて作った、伸縮カラクリ鞘となっている。納刀すると鞘が伸び、抜刀すると鞘が縮む。
| 刀銘       | 闇路乕徹                 |
| 作         | 乕徹（コテツ）           |
| 作日       | 1656年（明暦2年）        |
| 刀剣の種類 | 長彎刀（ちょうわんとう） |
| 刀身       | 三尺一寸                 |
| 造込       | 鎬造（しのぎづくり）     |

### 鉄之介
凜花が可愛がっている、ブルーサファイア種のジャンガリアン・ハムスター。凜花にとって親友以上の存在で、彼女の孤独を癒やす唯一の友である。野良猫曰く「リンカ思いのイイヤツである…ねずみのくせに」。
生後11ヶ月のオス、体長12cm、体重77g。
凜花とはいつも一緒で、普段は彼女の装備したバックパックに入り行動を共にしている。

## キャラクター性能
華著な体に似合わず、長剣からリーチの長い攻撃を繰り出し、立ちとしゃがみ、どちらの強斬りもリーチやスピードと威力も申し分ない。しかし、遠距離では下段攻撃が乏しい。

## 技の解説

### 必殺技
夢想夕雲流 死葵・咲
刀を鞘に納める構えをする。
夢想夕雲流 死葵・散
刀を鞘から抜く。
夢想夕雲流 夕雲蝶
刀を振りかざす構えをする。
夢想夕雲流 梅/紅梅
「夢想夕雲流 夕雲蝶」の追加攻撃の一つ。
夢想夕雲流 梅/白梅
「夢想夕雲流 梅/紅梅」の追加攻撃。
夢想夕雲流 哀斐羽
「夢想夕雲流 夕雲蝶」の追加攻撃の一つ。
夢想夕雲流 奥吉野
「夢想夕雲流 哀斐羽」の追加攻撃の一つ。
夢想夕雲流 散椿
「夢想夕雲流 哀斐羽」の追加攻撃の一つ。「夢想夕雲流 奥吉野」とは違い、こちらは斬ボタンを押すだけで出せる。
夢想夕雲流 梅雨舞
対空斬り。

### 武器飛ばし技
夢想夕雲流奥義 関雪
振り下ろし3回の後、相手を突き刺す。

### 秘奥義
夢想夕雲流奥義 散桜
突進した後に相手を連続で切りつける。

## 関連人物
- 榊銃士浪 - 仲間。
- サヤ - 仲間。
- 覇王丸 - 伝説の剣豪。己の生き方を考えさせられた。